# Glass Bowl
O Glass Bowl é um estádio localizado em Toledo, Ohio, Estados Unidos, possui capacidade total para 36.852 pessoas, é a casa do time de futebol americano universitário Toledo Rockets football da Universidade de Toledo. O estádio foi inaugurado em 1937.